# Johann Adam Steinmetz
Pour les articles homonymes, voir Steinmetz.
Johann Adam Steinmetz (1689-1762) est un prédicateur protestant et abbé du couvent de Bergue (Allemagne).

## Biographie
En allemand:
- Peter Kawerau: Johann Adam Steinmetz als Vermittler zwischen dem deutschen und amerikanischen Pietismus im 18ten Jahrhundert, in: Zeitschrift für Kirchengeschichte, 70, 1959, 75-88.

- Veronika Albrecht-Birkner: Steinmetz, Johann Adam, in: Religion in Geschichte und Gegenwart, vol. 7, 2004, 1703-1704.

- (de) Claus Bernet, « Johann Adam Steinmetz », dans Biographisch-Bibliographisches Kirchenlexikon (BBKL), vol. 22, Nordhausen, 2003 (ISBN 3-88309-133-2, lire en ligne), colonnes 1307-1322